# Scorpius X-1
Scorpius X-1 è un sistema binario a eclisse composto da una stella blu e da una stella di neutroni formanti in particolare una stella binaria a raggi X di piccola massa.
Il sistema si trova ad una distanza di circa 9.000 anni luce, ossia circa 2.800 parsec, dalla Terra, nella costellazione dello Scorpione e, dopo il Sole, rappresenta la sorgente di raggi X che appare più intensa nel cielo. Il flusso di raggi X di questa sorgente, che è stata tra l'altro la prima sorgente di raggi X extrasolare ad essere scoperta, varia quotidianamente ed è associato con la stella V818 Scorpii, avente una magnitudine apparente che varia da 12 a 13.

## Scoperta e primi studi
All'inizio degli anni sessanta, la possibilità dell'esistenza di deboli sorgenti extrasolari di raggi X fu per la prima volta proposta da Bruno Rossi, professore al MIT e presidente del consiglio di amministrazione della American Science and Engineering (AS&E), a Martin Annis, presidente della AS&E. Dando seguito a questa intuizione di Rossi, l'azienda riuscì ad ottenere un contratto dall'aeronautica militare statunitense perché effettuasse una ricognizione della superficie lunare prima di un'eventuale spedizione di astronauti e scoprisse anche eventuali sorgenti galattiche di raggi X.
Scorpius X-1 fu scoperto proprio nell'ambito di questa ricerca, quando, il 12 giugno 1962 (secondo altre fonti il 19 giugno), un team coordinato da Riccardo Giacconi lanciò un razzo Aerobee 150 con a bordo un rivelatore di raggi X deboli progettato da Frank Paolini.  Nonostante la traiettoria del razzo fosse leggermente differente da quella prevista, il rivelatore riuscì comunque a identificare un'importante emissione di raggi X deboli non provenienti dalla Luna, scoprendo, abbastanza fortunosamente, come ammesso dallo stesso Paolini, la prima sorgente extrasolare di raggi X: Scorpius X-1. La risoluzione angolare del rivelatore non permise inizialmente di determinare con accuratezza la posizione di Scorpius X-1 e ciò portò a ipotizzare che la sorgente potesse essere vicino al centro della Via Lattea, ma, grazie a una ripetizione dell'esperimento nel giugno 1963, alla fine si riuscì a capire che essa era localizzata nella costellazione dello Scorpione e, essendo la prima sorgente di raggi X scoperta in questa costellazione, fu deciso di battezzarla Scorpius X-1.
(S. Bowyer, 1964)
Nel 1967 (prima della scoperta delle pulsar), esaminando le osservazioni ai raggi X e nel campo del visibile di Scorpius X-1, Iosif Shklovsky arrivò alla giusta conclusione secondo la quale i raggi X provenivano da una stella di neutroni che stava acquisendo massa da una compagna.

## Caratteristiche
Il sistema Scorpius X-1 è costituito, come detto, da una stella di neutroni la cui enorme gravità strappa massa da una stella vicina, V818 Scorpii, portando al fenomeno del vento stellare. Quando il materiale è accelerato dal campo gravitazionale della stella di neutroni si ha l'emissione di raggi X e quando esso cade sulla superficie della stella si ha un enorme rilascio di energia. La radiazione X emessa dal sistema è pari a 2,3×1031 W, ossia a circa 60 000 volte la luminosità solare, e Scorpius X-1 mostra una variazione regolare di intensità pari a 1 magnitudine con un periodo di circa 18,9 ore, sintomo del fatto che le stelle si eclissano vicendevolmente alla vista dalla Terra.
Le masse delle due stelle sono stimate in 1,4 masse solari per la stella di neutroni e 0,42 masse solari per la stella compagna e il sistema è stato quindi classificato come stella binaria a raggi X di piccola massa. Date tali masse, la luminosità misurata di Scorpius X-1 è corrispondente a quella di un siffatto sistema in cui la stella di neutroni sta acquisendo massa al suo limite di Eddington.
Circa l'origine del sistema, si ritiene che le due stelle non siano nate assieme e che il sistema binario possa essersi formato in seguito a un incontro ravvicinato avvenuto all'interno di un ammasso globulare.